# Mrákov
Mrákov (en allemand : Mraken, précédemment : Mrdaken) est une commune du district de Domažlice, dans la région de Plzeň, en République tchèque. Sa population s'élevait à 1 163 habitants en 2017.

## Géographie
Mrákov se trouve à 23 km au nord-ouest de Domažlice, à 51 km à l'ouest-sud-ouest de Plzeň et à 135 km à l'ouest-sud-ouest de Prague.
La commune est limitée par Spáňov au nord, par Kout na Šumavě et Kdyně à l'est, par Všeruby au sud, et par Tlumačov à l'ouest.

## Histoire
La première mention écrite de la localité date de 1325.

## Administration
La commune se compose de cinq quartiers :
- Mlýneček
- Mrákov
- Nový Klíčov
- Smolov
- Starý Klíčov